# Altkam
Altkam — автомобильная компания.

## История
Компания Altkam появилась на рынке в середине 90-х гг. XX века. Основной её целью было занять нишу на российском производственном рынке грузового транспорта и тягачей. Не выдержав конкуренции с КамАЗом, Altkam стала официальным агентом, осуществляющим реализацию грузовиков КамАЗ.

## Деятельность
Одновременно с реализацией грузовых машин чужого производства, сотрудники компании Altkam были заняты созданием идеального для сложных российских дорог внедорожника. Его первая опытная модель носила название Сталкер и была выпущена в 2002 году. Технические особенности автомобиля: система полный привода от MAN и дефорсированный мотор производства КамАЗ. Тогда же начали разрабатывать модель Сталкера на 3 осях, с колёсной формулой 6Х6 на удлинённой платформе. Каждая из осей сконструирована подобно раллийным осям грузовых машин «КамАЗ-Мастер», которые предназначались для участия в престижных гонках ралли «Париж — Дакар».
Руководство Altkam утверждает, что уже имеют место подписанные оформленные заказы на поставку Сталкера (4Х4 и 6Х6) от предприятий газовой и нефтяной промышленности. Они будут эксплуатироваться для строительства и обслуживания проблемных районов в условиях вечной мерзлоты.
На сегодняшний день Altkam разрабатывает третью версию внедорожника с американской подвеской. В условиях крайнего севера это будет выгодно за счёт снижения затрат на обслуживание транспорта из-за наличия шин низкого давления